# Bernardo Serra

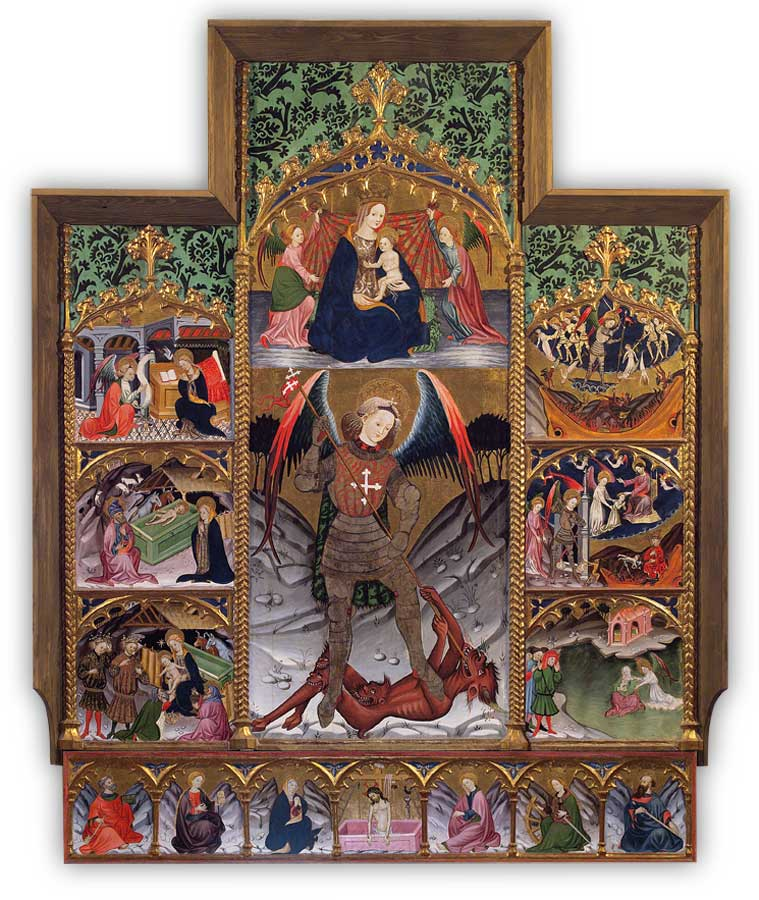
Retablo de San Miguel Arcángel, 1429/1431, temple y dorado sobre tabla, 292 x 291 cm, Villafranca del Cid, iglesia de Santa María Magdalena, procedente de la ermita de San Miguel de La Pobla de Bellestar.

Bernardo o Bernat Serra (fl. 1423-1456) fue un pintor de estilo gótico internacional activo en las comarcas de Tortosa y el Maestrazgo.

## Biografía y obra
Estilísticamente afín a Pere Nicolau, tras su llegada a Morella es posible que llegase a colaborar con Pere Lembrí, con cuya viuda contrajo matrimonio. Asentado en Morella, una hija del matrimonio, Violante, casó con Bartomeu Santalínea, miembro de una familia de orfebres con larga tradición en la localidad. Falleció en 1456 y fue enterrado en  la iglesia de la Mare de Déu de Grácia, en enterramiento propio y bajo un retablo pintado por él mismo. 
Perdidas la mayor parte de sus obras documentadas, se han conservado únicamente los retablos pintados para La Pobla de Bellestar y Cinctorres. El 11 de abril de 1429 contrató el retablo de la ermita de San Miguel Arcángel de La Pobla de Bellestar, ahora conservado en la parroquial de Santa María Magdalena de Villafranca del Cid. De tres calles con historias de la leyenda de San Miguel, predela y ático  con la Virgen y el Niño entre ángeles, el retablo estaba concluido dos años después.
El de la iglesia de Cinctorres, ahora conservado en la colección Abelló de Madrid, lo contrató el 31 de octubre de 1441 con Guiamoneta, viuda de Aparici Blasco. Formado por tres tablas, ocupa la central la Virgen de la Misericordia, con San Juan Bautista y el Arcángel San Miguel en las laterales. Aunque la influencia fundamental sigue siendo la del gótico internacional, manifiesta en los fondos dorados y en el alargamiento de las figuras, dibujadas con trazo grueso, en detalles menores se advierte cierta apertura hacia las corrientes naturalistas hispano flamencas, principalmente observables en la figura de San Juan.